# 平原上的夏洛克
《平原上的夏洛克》是徐磊执导编剧的导演处女作长片，饶晓志监制，导演的父亲徐朝英以及村民张占义、宿树河等非专业演员主演的一部荒诞喜剧电影。2019年11月29日在中国上映。

## 剧情
故事发生在河北深州的一个农村，超英卖掉自己养了多年的牛得到几万元钱以翻盖新房，村民老友占义、树河前来帮忙，没想到负责做饭的树河在买菜的路上却因车祸入院，司机肇事逃逸。超英负责起树河的治疗和住院费用，他还和占义化身“平原侦探”骑上电动三轮车，踏上了一段令人啼笑皆非的荒诞追凶之旅。

## 角色
| 演員   | 角色 | 介紹           |
| 徐朝英 | 朝英 | 盖房的主人     |
| 张占义 | 占义 | 村民老友       |
| 宿树河 | 树河 | 村民老友，厨师 |

## 奖项
第13届FIRST青年电影展
- 最佳剧情长片（提名）
- 最佳电影文本（获奖）

2019年度第11届中国电影导演协会奖
- 年度青年导演奖（提名）

第18屆中國電影華表獎
- 優秀青年電影創作（提名）

## 發行
2019年11月26日，在北京珠影耳东传奇影城首映。11月29日中國公映。2021年9月18日，在香港中國內地電影展上映。

## 相关电影
- 《人潮汹涌》